# Дизентерија
Дизентерија (лат. Dysenteria) је акутно инфективно контагиозно обољење које се одликује патоанатомским лезијама на дебелом цреву и клиничким појавама испољеним боловима у трбуху и учесталим крваво-слузавим столицама. Дизентерију може изазвати више етиолошких фактора, јавља се спорадично и у виду епидемија, морбидитет је врло висок а морталитет незнатан. Према етиолошком фактору дизентерија може бити:
- Амебна дизентерија -
- Бациларна дизентерија
- Дизентерије друге етиологије

## Историјат
Дизентерија је пратила човека од најстаријих времена, први писани подаци о овој болести срећу се у списима Хипократа, Аретеја, Галена а често су је спомињали и историчари. Тако Херодот приписује пропаст персијске војске 380. п. н. е. појави овога обољења. Од тада па до корејског и вијетнамског рата многи ратни хроничари помињу дизентерију код своје и непријатељске војске и становништва.
Дизентерија је на нашем подручју одавно позната, штавише, добро је био познат и њен значај за борбену способност војске и исход битке у рату, о чему говори народна песма „Бој на Косову“. Одавно је познат ендемско-епидемијски карактер дизентерије, па су забележене и пандемије које су владале углавном у Европи од XVI до XIX века.
Амебну дизентерију изазива протозоа Entamoeba histolytica, коју је 1875. године изоловао Losch из столице једног болесника у Петрограду, а Јапанац Схига је први идентификовао једног од проузроковача бациларне дизентерије 1896. године, а затим су откривени и остали захваљујући истраживањима Флекснера, Сонеа, Бојда и других. Од тада је омогућено разликовање бациларне од амебне дизентерије. У историји дизентерије важни су датуми проналаска сулфонамида и антибиотика који су из темеља изменили ток и прогнозу ове болести.

## Амебна дизентерија
Амебна дизентерија је субакутно или хронично обољење дебелог црева које изазива Entamoeba hystolitica. Амебијаза је протозоално обољење везано за постојање патогене амебе - Ентамебе хистолитике у организму човека. Entamoeba hystolitica је протозоа из групе [Rhisopoda], које када се настане у цревном зиду ту трајно остају али се могу хемоатогеним путем пренети до удаљених органа и изазвати патолошке промене. Амебна дизентерија се често назива и цревна амебијаза иако ова два израза нису синоними.

### Етиологија
Амебна дизентерију изазива протозоа Entamoeba hystolitica (хистолитичка амеба) коју је открио Losch 1875. године. Амеба (гр. Amoibos, променљив) је протозоа најједноставније грађе која се огледа у једној ћелији опасаној еластичном опном, биолошки је врло карактеристична јер има способност да испушта продужетке, лажне ножице (псеудоподе) који јој омогућавају кретање и помоћу којих се храни. Размножава се двојном деобом и то стварањем цистичне форме која се јавља као отпорна форма или као облик за расејавање. Има неколико врста амеба које паразитирају код човека од којих је само једна патогена – Entamoeba hystolitica, узрочник амебне дизентерије (срдобоље).
Амеба има вегетативни и цистички облик. Вегетативни облик може да се надје само у дебелом цреву човека и то као хистолитички облик и прелазни облик. Циста је отпоран облик и углавном се налази у спољној средини. Ова три облика се међусобно морфолошки разликују и имају различите улоге у патогенези и епидемиологији амебијазе.
- Циста. Ово је отпоран облик, веома важан за епидемиологију јер се амебијаза преноси искључиво преко зрелих циста које се налазе у спољној средини. Зреле цисте имају 4 једра, свако једро се дели на два, те се из једне цисте ослобађа 8 амеба. Ово су прелазни облици познати под именом "минута". Циста увек настаје у дебелом цреву и то од прелазног облика амебе. Величине је око 15 микрона, има 1-4 једра што зависи од њене зрелости.

- Прелазни облик "минута". Може да настане из амебне цисте и из хистолитичког облика, због чега је и добио име прелазни. Мањи је од 15 микрона, живи у слузници дебелог црева, односно у његовом лумену. Сапрофит је и храни се бактеријама и другим микроорганизмима цревне флоре. Нема вакуола нити еритроцита у својој протоплазми, и не изазива цревне поремећаје. Али, под извесним околностима (акутни цревни поремећаји, промена цревне флоре) прелазни облик може да се преобрази у хистолитички и да затим пенетрира кроз мукозу и субмукозу дебелог црева изазивајући крваво слузаве столице. Исто тако прелазни облика амебе може да се обавије мембраном, образујући амебну цисту која це бити елиминисана путем столице. Прелазни облик се множи дводеобом и служи за одржавање врсте. Достиже 20-50 микрона, па је и највећи.

- Хистолитички облик или трофозоит. Ово је патогени облик амебе, храни се еритроцитима (хематоген је) и има вакуоле које му служе за њихову дигестију. Живи у субмукози дебелог црева и разара његов зид због чега настају крваво-слузаве столице. Трофозоид може да пређе у прелазни облик било спонтано или под дејством терапије и других фактора.

### Епидемиологија
Амебијаза је доста често обољење у тропским земљама где је дијагностикована код 10-15% свих акутних цревних обољења. У земљама са умереном климом овај проценат је много мањи (0,5-1).
Амебијаза је типична фекално-орална инфекција. Извор болести је болесник или амебоноша, јер они елиминишу већ образоване и зреле цисте преко столице. Цисте су врло отпорне у спољашњој средини и могу се одржати у нужнику две недеље, а у води и до осам месеци. Човек се инфицира посредно, тј. преко воде или хране, која је контаминирана зрелим цистама. Муве и прљаве руке такође играју велику улогу у ширењу амебијазе.
У акутној фази амебијазе болесник елиминише преко столице углавном вегетативни облик (трофозоите и минуту), који одмах угину у спољашњој средини. Зато су мале могућности за директан начин инфекције. Осим тога, вегетативни облици из хране и воде бивају уништени у желуцу.

### Патогенеза
Амебне цисте се уносе контаминираном храном или водом, па пошто лако прођу желудачну баријеру доспевају до дебелог црева. Из једне цисте настаће 8 прелазних облика амебе, које ће се даље размножавати двојном деобом дајући многобројне генерације нових прелазних облика амебе. У повољним условима прелазни облик ће се преобразити у хистолитички, тј. трофозоит. То је патогени облик који изазива обољење са крваво-слузавим столицама.
Намножени трофозоити се пробијају кроз мукозу дебелог црева, и доспевају у субмукозу захваљујући свом протеолитичком ферменту помоћу кога растварају ткива, због чега је и добио име хистолутица. Ту у субмукози стварају се мали апсцеси услед инфламаторних и некротичних процеса. Ови апсцеси се повремено испразне у лумен црева после чега остају улцерације на слузници. При томе у лумену црева се појављује маса нових трофозоита који поново продиру кроз здраву слузницу стварајући нове ходнике, а затим апсцесе. Ово разарање цревног зида клинички се манифестује појавом обољења, односно слузаво-крвавим столицама.
За време затишја у току хроничне амебијазе, у столици се могу наћи прелазни облици и цисте. Тада су столице кашасте или напротив, врло чврсте. Међутим, прелазни облик може да пређе у хистолитички, који поново продире у субмукозу и разара ткиво услед чега се у столици опет јавља слуз и [крв].
Из описаног се види да у патогенези амебијазе значајну улогу игра искључиво хистолитички облик, али да се не може заобићи ни улога динамичног преласка из једног у други облик. Сви преображаји од хостолитичког облика до цисте и обратно одигравају се увек преко прелазног облика који игра улогу "потпорног стуба на клацкалици". Ова "клацкалица" може повремено да мирује, а исто тако и да се покрене, када се јаве рецидиви болести.

### Патолошки налаз
У току амебијазе промене су најчешће локализоване на цекуму и асцендентном делу колона, а затим на сигми и ректуму, те се могу ректоскопски пратити. Обично се виде улцерације величине чиодине главе, а врло ретко и до мањег новчића. Улцерације су овалног облика са неравним зарубљеним и подривеним ивицама. Њихово дно је неравно у покривено амебама, бактеријама и ћелијским детритусом. За разлику од бациларне дизентерије код које су промене на слузиници дифузне, промене су код амебијазе местимичне и увек остављају плаже здраве слузнице.

### Клиничка слика
У нашој земљи амебна дизентерија протиче као лакше или средње тешко обољење са продуженим или рецидивишућим током.
Инкубација је доста неодређена и може се кретати од 20 до 95 дана.
Почетак и ток болести. Амебијаза почиње постепено и скоро неприметно. Прво се појаве лаки поремећаји столице, болесник има дневно 3-5 кашастих или течних столица са стакластом и бистром слузи. Упоредо са развојем улцерација јавља се крв у столици. При свему томе болесник осећа бол у трбуху због спазма оболелог сегмента дебелог црева, те се по томе место процеса може одредити. Пошто је најчешће обољење десцендентног колона настали симптоми одговарају тифлити па се може помислити и на акутно запаљење слепог црева. Међутим, ако су промене израженије на сигми болесник има сталан бол у левој илијачној јами и лажне позиве и тенезме. Уколико је бол дифузан треба мислити на хроничан ток амебијазе због промена које су распоређене дуж целог колона.
За разлику од бациларне дизентерије у току амебијазе никада нису изражени знаци фебрилности нити акутне дехидратације и интоксикације. Све наведене тегобе могу да ишчезну спонтано после 7-20 дана. Након тога настаје затишје те се болесник опоравља до следећег рецидива. Осим поменутог присуства бола у трбуху и карактеристичних столица болесник нема других одређених тегоба, тако да обавља своје свакодневне обавезе и дуго се не јавља лекару, али временом мршави, постаје блед, адинамичан, безвољан и нервозан што га доводи до лекара да затражи помоћ. Болест може потрајати месецима и годинама. Последице су: губитак у тежини, секундарна анемија у дистоничке тегобе.
Објективан налаз
Зависи од стадијума болести и није карактеристичан, обично се запажају поремећаји општег стања, знаци физичке и психичке исцрпљености уз лаку секундарну анемију. Трбух је метеористичан са дифузним, или локализованим болом, који је најчешћи у пределу цекума или сигме. Јасно се палпира врло спастична и болна сигма. Јетра и слезина могу бити лако увећане.
Ректоскопски налаз може да варира од лаког катаралног запаљења слузнице па до налаза ситних и већих појединачних улцерација подривених ивица.
Крвна слика зависи од стадијума обољења, обично се налазе знаци секундарне анемије, умерена леукоцитоза (9000—10000) а честа је и еозинофилија.
Паразитолошки преглед. У почетку болести или у рецидиви свежа столица садржи хистолитички облик амебе. У току затишја обично се налази прелазни облик са цистама или без њих. Тако налаз прелазних облика и амебних циста у столици говори у прилог инапарентном обољењу или хроничном току амебијазе.
Клинички облици амебијазе
Амебоноштво. Болесник нема тегоба, дијагностикује се налазом циста у фецесу. Серолошке реакције су негативне а ректоскопски налаз је нормалан, амебоноштво се лечи.
Асимптоматска амебијаза. Болесник нема тегоба иако су амебе напале цревни зид и постоје и ретке улцерације па и присуство антитела. Дијагностикује се: паразитолошки, серолошки, ректоскопски и биопсијом.
Апсцес јетре. Најтежи је облик амебијазе, може да се јави као примарни, тј. екстраинтестинална локализација амебијазе. Или апсцес може да прати цревну амебијазу када се сматра као њена компликација. Апсцес јетре је локална некроза и ликвефакција ткива јетре која настаје дејством трофозоита амебе. Садржај овога апсцеса је густа течност боје чоколаде, без мириса и без ћелијских елемената. Трофозоити се могу наћи само у танком појасу који лежи између апсцеса и здравог ткива јетре. Апсцес јетре је веома редак, али је дијагностикован и у нашој земљи код младих радника који су радили у ендемичним земљама.
Ово су веома тешки акутни фебрилни болесници са инфективним синдромом и болом већином у десном лобусу јетре. Дијагноза се поставља на основу налаза једне или више циста у јетру ултразвучним прегледом или сцинтиграфијом. Серолошке реакције су јако позитивне што допуњује дијагнозу инвазивног облика амебијазе. Апсцес јетре често даје клиничку слику акутног абдомена са перфорацијом у трбушну дупљу или без ње, па се дијагноза обољења често поставља на хируршком столу.
Компликације
У току тешких облика амебијазе могу наступити локалне, опште и удаљене компликације:
- Перфорација амебне гризлице, крварења, сужење цревног лумена
- Секундарни апсцеси (јетра)
- Примарна или секундарна плућна амебијаза
- Кожна амебијаза (међица)
- Церебрална амебијаза
- Тешка неуровегетативна дистонија

### Дијагноза
Дијагноза се поставља на основу следећих елемената:
- Клиничка слика и ток
- Паразитолошки преглед столице
- Серолошке реакције
- Ректоскопски преглед
- Биопсија колона
- Епидемиолошка анкета

Амебијаза је све учесталије обољење и на њу треба мислити код диготрајних и рецидивишућих дијареје. За дијагностиковање амебијазе најважнији је налаз амеба у свежој столици и то хистолитичког облика. Налаз прелазног блика и цисте доказује постојање амебоноштва, односно инфекције која не мора бити клинички манифестна тада. Серолошке реаксције индиректне хемаглутинације и имунодифузије су позитивне код свих инвазивних облика амебијазе. У новије време траже се и антигени техником флуиресцентних антитела или у формол-гелу. Еозинофилије нема.
Паразитолошким прегледом могу се у столици наћи и друге амебе, али оне нису патогене. Најчешће од њих су: Entamoeba coli, Jodoamoeba hutschli и Dienatmoeba fragilis.
Диференцијална дијагноза
Амебну дизентерију треба разликовати од многих обољења која су праћена такође слузаво-крвавим столицама. На прво место долазе сви хронични колитиси различите етиологије (паразитарни, улцерозни, туберкулозни итд.), затим бациларна дизентерија, субакутни апендицитис, карцином колона, иритабилни колон, тешка анемија, тровање тешким металима итд.

#### Лечење
Лечење амебијазе обухвата следеће:
- Каузалну терапију
- Симптоматску терапију
- Хигијенско дијететски режим

Каузално лечење. Данас се употребљава читави низ амебоицида, од којих неки делују на амебе у лумену црева а други на ткивне облике, али и поред тога трајно клиничко и паразитолошко излечење се тешко постиже.
a. Контактни амебоициди. Делују само на амебне облике који се налазе у лумену црева (минута и циста). Због тога контактни амебоициди тешко могу да обезбеде дефинитивно излечење амебијазе те се најчешће комбинују са ткивним амебоицидима. У контактне амебоициде се убрајају разни деривати јод-кинелеина, а Фурамид (дилоксаноид-фуроат) такође делује као контактни амебоицид и примењује се у терапији амебоноштва.
б. Ткивни амебоициди. Овде се убрајају еметин и метронидазол.
- - Еметин је ткивни амебоицид који не делује на амебе у лумену црева, даје се парентерално и путем крвотока доспева до дубоких апсцеса у субмукози где уништава патогени облик амеба. Нажалост еметин је токсичан, данас је у употреби дехидроеметин који је мање токсичан од еметина и користи се у терапији за теже и упорне облике амебијазе.

- - Метронидазол (Орвагил, Флагил) су мање токсични, делују на све облике амебе, тј. луминалне и ткивне и уз примену хлорокина или конесина.

Ниједан од наведених амебоицида не може да делује на све облике амебе и на све локализације, што практично значи да су могуће егзарцебације болести и да је нужно дуготрајно лечење са више препарата.
в. Антибиотици. Тетрациклини утичу на амебе и то првенствено дејством на цревну флору која условљава или убрзава патогено дејство амеба, због чега се обично дају у комбинацији са амебоицидима.
- Симптоматско лечење обухвата давање спазмолитика због болова у трбуху и препарата гвожђа код секундарне анемије.

- Хигијенско дијететски режим је неопходан и мора се прилагодити броју столица и дужини клиничког тока

У литератури постоји велики број схема за лечење амебијазе од којих се може препоручити Mandell-ова, јер су сви медикаменти у употреби и у нашој земљи.

## Бациларна дизентерија
Бациларна дизентерија или шигелоза је инфективна контагиозна болест изазвана развојем у човечијем цреву Шигела (Shigella) клица из породице ентеробактерија.
Етиологија
Бациларну дизентерију изазива група бактерија које су назване заједничким именом Шигеле (Shigella), по бактериологу Јапанцу Схиги. То су грам-негативни бацили дуги око 3 микрона, непокретни су и не спорулишу. Постоји више типова шигеле, које се разликују према антигеној структури и биохемисјким особинама. Од свих најтоксичнија је Схигелае дусентериае тип И, која је патогена и за неке лабораторијске животиње, срећом, она је код нас изузетно ретка. За нас су много значајнији следећи типови:
- Shigella flexneri
- Shigella sonnei
- Shigella boydi

Шигеле се могу култивисати и на најједноставнијим подлогама, али обично се користе селективне подлоге (СС и ДЕС), јер спречавају пораст других клица које се, такође налазе у столици (фецесу). У патогенези дизентерије главну улогу играју бактеријски токсини. Само Shigella shigae (Dysenteriae tip I) лучи егзотоксин високих ентеротропних и неуротропних својстава, због чега изазива најтеже, односно, токсичке облике дизентерије. Све остале шигеле приликом дезинтеграције ослобађају ендотоксин, који углавном изазива промене слузнице дебелог црева и средње тешку клиничку слику дизентерије.
Епидемиологија
Дизентерија је космополитско обољење, али је ипак најчешће срећемо у земљама са умереном климом. Јавља се спорадично, а у ванредним приликама (ратови, поплаве, земљотреси) може да добије размере већих епидемија. Мање епидемије се јављају и у мирнодопским условима, када веће заједнице живе у лошим условима личне и друштвене хигијене, као што је случај у затворима, душевним болницама, касарнама, камповима и слично.
Дизентерија је фекално-орална инфекција. Извор болести је само човек и то као болесник, реконвалесцент и клицоноша. Путем столице они елиминишу бациле дизентерије у спољну средину, где се могу одржати под повољним условима и до два месеца. Дизентерије има преко целе године, ипак се запажа осетан пораст оболелих током лета и с јесени, свакако због повећане потрошње воћа и поврћа, присуства мува и много чешћих путовања. Према званичним (непотпуним) подацима 1985. године на подручју тадашње државе оболело је од ентероколитиса 79.433 особе, а од дизентерије 5.655 особа. Учесталост појединих типова шигеле мења се током времена, тако је код нас преовладавала Shigella flexneri до пре две деценије, а сада Shigella sonnei.
Патогенеза
Бацили дизентерије су инвазивне бактерије које се размножавају углавном у мукози колона, с тим што не улазе у крвоток, дезинтеграцијом бацила ослобађа се ентеротоксин који изазива запаљењски процес са улцерацијама, због чега настају слузаво-крваве столице. Као и код других дијареалних обољења, брзо настаје поремећај равнотеже воде и електролита и тежња ка колапсном стању. Осим тога, велики је губитак протеина путем столице, те код деце могу да настану "едеми глади".
Патолошки налаз
Главне промене се одигравају на дебелом цреву, и то у десцендентном делу, сигми и ректуму. Због овако ниске локализације јављају се тенезми и лажни позиви. Осим тога, еволуција ових промена се може пратити ректоскопски. У почетку болести запажа се дифузна хиперемија слузнице са серозним и серозно-гнојном ексуацијом. На површини слузнице се виде наслаге слузи, а затим капиларно крвављење. У тешким случајевима јавља се површна некроза епитела и стварању се фибринске псеудомембране. Када мембране отпадну, настају улцерације неправилних рубова. Код повољног тока болести све ове промене се регенеришу брзо.
Shigella sonnei изазива промене које су нешто блаже од описаних. Осим тога, ове промене су првенствено локализоване на асцендентном делу колона. Због тога клиничка слика ове дизентерије више личи на акутни ентеритис односно салмонелозу.

### Клиничка слика
Данас је дизентерија углавном лакше или средње тешко обољење.
Инкубација обично траје 3 дана, али може да варира од 1 до 7 дана у оквиру којих се јављају три групе симптома:
- тежак инфективни синдром
- синдром бола
- дизентерични синдром

Почетак и ток болести. Почетак болести је доста нагао. Прво настаје краткотрајни продромални стадијум са општим симптомима: слабост, нерасположење, губитак апетита и главобоља. У току следећа 24 часа обично се јавља умерена фебрилност, затим бол у крстима и трбуху, а нарочито дуж левог колона. Убрзо се јављају и први позиви на столицу. Прве 2-3 столице су обилне и фекулентне. Затим столице постају све учесталије и све течније, а количински све мање. Истовремено се појављују патолошки састојци, и то прво слуз, па крв. Зато су столице у почетку болести фекулентне, затим слузаво-фекулентне и на крају, слузаво-крваве. Оваква слузаво крвава столица је карактеристична за дизентерију. Она је количински врло мала, тј. око 50 ццм, садржи само слуз, која је прожета крвљу, те по свему личи на испљувак. Због тога се дизентеричка столица зове "дизентерички испљувак".
Даљи ток болести
У току прва два три дана дизентерије болесник обично има 10-15 крваво-слузавих столица. При крају дефекације јављају се болни грчеви аналног сфинктера, тзв. тенезми и болесник има осећај присуства страног тела.
Поред тенезма болесник добија лажне позиве на столицу који су такође једна од карактеристика дизентерије. Ове лажне позиве (као и тенезме) изазивају локалне промене на ректуму, односно огољени и надражени нервни завршеци.
У току дизентерије болесник осећа јаку жеђ, али он неће да пије јер му свако узимање течности изазива бурну перисталтику, бол у трбуху и нове позиве на столицу. Због учесталих столица и лажних позива болесник стално трчи на заход те се све више исцрпљује физички и психички. Исцрпљеност, дехидратација и интоксикација могу да изазову знаке тешког кардиоваскуларног колапса.
Код нелечене дизентерије наведене тегобе трају 2-5 дана, затим јачина болова и број столица се смањује а тенезми и лажни позиви престају. Из столице се губе патолошки елементи и то прво крв, па затим слуз. Столица постаје све више фекулентна, кашаста а после 2-4 дана и формирана. Апетит се враћа, оболели се осећа снажније и субјективно боље. Функције се нормализују и болест се завршава излечењем после 10-12 дана.
Објективан налаз
Углавном зависи од стадијума болести и узраста болесника. Тако на врхунцу болести доминирају знаци дехидратације, затим умерене опште интоксикације, као и тежња ка кардиоваскуларном колапсу. Болесник је умерено фебрилан, свестан, апатичан, активно покретан али адинамичан. Очи су му упале, црте лица оштрије, језик сув, а усне испуцале. На кардиоваскуларном систему могу се наћи знаци мање или више израженог колапса: убрзана срчана радња, тиши срчани тонови, снижен артеријски притисак, мек и слабо пуњен пулс и хладни екстремитети.
Трбух је увучен, чунаст, дифузно осетљив на палпацију, при томе је посебно болан десцендентни део колона који је спастичан те личи на водоводну цев. Перисталтика је убрзана, чујна и болна. Јетра и слезина се не палпирају. На осталим органима нема промена.
Када настане период побољшања болести, објективан налаз се врло брзо мења. Знаци дехидратације и интоксикације се губе, али се спастични десцендентни део колона може палпирати и у касној реконвалесценцији.
Клинички облици
Клиничка слика дизентерије умногоме зависи од броја столица и степена дехидратације, животног доба болесника, особина шигеле и других бројних фактора.
- Лака дехидратација. Одликује се углавном колитичким синдромом. Болесник има 3-5 столица дневно које су фекулентне у обично немају слузи ни крви. Нема знакова опште интоксикације нити дехидратације, те болесник ретко када затражи лекарску помоћ. Болест обично завршава спонтаним излечењем након 3-5 дана.

- Токсичка дизентерија. Углавном је изазива Shigelae shige tip I. Болест карактерише нагао почетак са хипертермијом, затим тешка адинамија па и прострација, болови у трбуху, понекада и повраћање (emesis). Број столица креће се од 20-40 дневно. Оне могу бити као "дизентерички испљувак" или као "испирак меса". То су доста обилне водњикаве крвљу пребојене столице које доводе до тешке дехидратације и кардиоваскуларног колапса.

- Дизентерија мале деце. Има своје особитости и то у погледу почетних симптома, а затим еволуције и прогнозе болести.

У продромалном стадијуму преовлађује безвољност, немотивисан плач, раздражљивост и скок температуре. Могу да се јаве конвулзије, па се зато прво помисли на акутну неуроинфекцију. Убрзо се дете жали на бол у трбуху и почиње пролив. Столице су течне, фекулентне и зеленкасте, садрже слуз, а ређе крв. Тенезми се ретко јављају. Напротив, обично настаје парализа сфинктера и невољна дефекација. Дете се брзо дехидрира па се јављају знаци секундарне токсикозе. Без благовременог и целисходног лечења смртност је релативно висока.
Дизентерија мале деце има склоности ка продуженом току са дуготрајним излучивањем шигела, поготово ако истовремено постоји нека цревна паразитоза. У одојчади дизентерија се често комбинује са коли-инфекцијом, што продужава трајање болести и погоршава прогнозу.
- Дизентерија изазвана Shigella sonnei. Главне анатомске промене се налазе у десном колону, те се клиничка слика разликује од класичне дизентерије. Болест почиње нагло са језом, повраћањем и болом у десном колону па може да личи на акутни апендицитис. Столице су обичне, течне и слузаве без тенезма и лажних позива, те обољење више личи на салмонелозу него на дизентерију.

- Дизентерија после ресекције желуца. Познато је да дизентерија има тежи ток у особа са хроничном ахилијом или после ресекције желуца. Болест почиње доста нагло и атипично. Стога се мора узети у разматрање могућност постресекционог синдрома, затим перфорације нове гризлице или субоклузија због постојећих адхезија. Клиничка слика дизентерије је тешка, а ток болести продужен због мање вредног дигестивног тракта у целини, као и смањене отпорности организма.

Компликације
У ери антибиотика компликације дизентерије су изузетно ретке. Међутим, раније су набрајане следеће, и у то време ретке компликације:
- Цревне хеморагије и перфорације
- Постдизентерички артритис
- Неуритиси

#### Дијагноза
У клиничким случајевима болести или у току епидемије дијагноза дизентерије се поставља релативно лако на основу уобичајеног тријаса:
- Клиничка слика
- Епидемиолошки налаз
- Лабораторијска испитивања

Клиничка слика. Најважнија је за постављање дијагнозе. Она је довољна да се дизентерија препозна још у амбуланти у око 70% случајева. Обраћа се посебна пажња на анамнезу и изглед столице. Наиме, подаци о крваво слузавим столицама и појава лажних позива и тенезма указује на дизентерију. Треба одмах погледати и болесникову столицу, ако она личи на „дизентерички испљувак“, дијагноза дизентерије је практично постављена још у амбуланти.
Објективан налаз болесника има мању дијагностичку вредност од анамнезе, јер се исти знакови интоксикације и дехидратације могу наћи и код других акутних цревних обољења. Налаз спастичног и болног левог колона и сигме је користан за постављање дијагнозе дизентерије, али се може наћи и у особа са амебном дизентеријом и спастичким и улцерозним колитисом.
Епидемиолошка анкета. За постављање дијагнозе дизентерије корисни су подаци о сличном обољењу у околини, затим начин исхране, путовањима и свим другим условима који омогућавају фекално-оралну инфекцију.
Лабораторијска испитивања. Углавном се односе на бактериолошку потврду болести микроскопским прегледом столице. Код нелечених случајева дизентерије шигела се може изоловати из столице у око 80% случајева. На тај начин могу се дијагностиковати и они лакши и атипични облици дизентерије који се најчешће лече као обични проливи. Узорак столице треба засејати што пре јер шигеле брзо пропадају због утицаја бактериофага и конкурентне цревне флоре. За копрокултуру може се користити и ректални брис.
Серолошка реакција и интрадермална реакција су сасвим споредног значаја. Крвна слика је у границама референтних вредности.
Диференцијална дијагноза
Има доста обољења која протичу под клиничком сликом дизентеричког синдрома, односно колитиса са учесталим слузавим или слузаво крвавим столицама која се према етиологији могу сврстати у две подгрупе:
I. Акутне цревне инфекције – обухватају многобројна обољења са акутним дијареални синдромом а могу их изазвати:
- Бактерије:

1. Салмонелоза може да личи на дизентерију нарочито у мале деце. За дијагнозу су често одлучујуће спленомегалија и копрокултура.
2. Колитиси изазвани условно патогеном цревном флором (коли, ентерокок, клебсијела, протеус) код којих углавном одлучује копрокултура.
3. Диспепсије изазване неодговарајућом исхраном.
4. Коли-инфекције одојчади и мале деце које се дијагностикују налазом ешерихије коли у столици.
5. Пролив после дуготрајне употребе антибиотика, због чега долази до поремећаја цревне флоре и предоминације стафилокока.
6. Цревни антаркс даје клиничку слику врло токсичне дизентерије са тешким кариоваскуларним колапсом. Дијагноза се поставља на основу података о употреби сумњивог меса и налаза антарксних бацила у остацима хране или копрокултури.

Сва наведена бактеријска обољења лече се антибиотицима широког спектра и симптоматском терапијом.
Зато етиолошка дијагноза обољења није тако битна у терапији и прогнози.
- Паразитарна обољења

1. Амебна дизентерија личи на лакшу бациларну дизентерију. Дијагноза се поставља на основу хроничног тока болести и налаза амеба у столици.
2. Трихиуријаза у деце често изазива слузаве столице са продуженим током, те личи на тежу или хроничну дизентерију. Trichiuris trichiuriae у столици али не треба заборавити да се често среће дизентерија са трихиуријазом у истог детета.

- Вирусна обољења

1. Сви цревни вируси често изазивају летње проливе у мале деце који личе на лакшу дизентерију.
2. Инфективни хепаитис може да буде праћен проливима у преиктеричној фази болести или аниктеричном облику хепатитиса.

- Токсички колитис

1. Тешки метали (арсен, олово, жива) могу да изазову углавном хронична тровања која су праћена са 3-5 кашастих столица дневно. То су најчешће професионална обољења што олакшава постављање дијагнозе.
2. Уремија у терминалносм стадијуму болести често је праћена крваво слузавим столицама јер се уреа из крви излучује преко колона и оштећује његову слузницу. Дијагноза се поставља на основу знакова уремије, азотемије итд.
3. Тровање гљивама изазива проливе који могу да личе на дизенртерију, дијагноза се поставља на основу података о употреби гљива.

### Локална обољења дебелог црева
- Инвагинација у деце до 2 године манифестује се крваво-слузавим проливима и на крају појавом чисте крви у столици. Дијагноза се поставља на основу палапације трбуха, ректалног прегледа, затим скопије трбуха и налаза нивоа који јасно указује на прекид пасаже у цревима. Инвагинација захтева хитан упут детета хирургу ради даљег праћења и евентуалне интервенције.
- Акутни апендицитис може да почне са проливима, нарочито у деце.
- Ванматерична трудноћа може са изазове „дизентериформни синдром“ због излива крви која се спушта у Дугласов шпаг. Самим тим овакав иритира и притиска предњи зид ректума, то изазива учестале дефекације и на крају и лажне позиве као код тешке дизентерије. Међутим, брзо се развија стање шока због губитка крви те лекар мора да помисли на ванматеричну трудноћу. То потврђује нагли пад броја еритроцита, затим гинеколошки преглед болеснице и пункција Дугласовог шпага при чему се добија свежа крв. Неопходни су рано постављање дијагнозе и брза хируршка интервенција.
- Акутни абдомен услед перфорације шупљих трбушних органа и крвављења може да изазове дизентерички синдром.
- Карцином колона у стадијуму деструкције цревног зида изазива кашасте сукрвичаве столице. Дијагноза карцинома се поставља на основу старости болесника и налаза ректоскопије, колоноскопије, иригографије и биопсије цревне слузнице.
- Тромбоза мезентеријалних вена почиње нагло са дијареалним синдромом и тешким колапсним стањем. Постављање дијагнозе и прогноза су доста тешки и треба консултовати хирурга при помисли на могућност тромбозе.
- Туберкулоза колона даје клиничку слику дизентерије са продуженим током. Ретка је и дијагноза се углавном поставља на основу клиничке слике и иригографије.
- Улцерозни колитис је данас све учесталије обољење које клиничком сликом личи на тешку или хипертоксичку дизентерију, која не реагује на уобичајен третман. Дијагноза се поставља на основу клиничке слике и налаза иригографије и ректоскопије
- Хемороиди и ректалне фисуре такође имају присуство крви у столици, само то није крв и пролив него формирана тврда столица пресвучена крвљу.

Прогноза
Дизентерија је данас углавном лакше обољење захваљујући мање токсичним типовима шигеле и бољим хигијенским условима живота, а прогноза углавном зависи од тежине клиничке слике, старости болесника, ухрањености и предузете терапије. Смртни исходи су врло ретки захваљујући благовременој и целисходној терапији.
Имунитет
После прележане болести остаје слаб и краткотрајан монотипски имунитет. Зато су могуће поновне инфекције истим и другим шигелама па и типовима. Због ових особина имунитета активна имунизација за сада нема значајну улогу у профилакси. Постоји и израђена жива лиофилизирана вакцина за пероралну употребу против одређеног типа шигеле од које се очекује солидна заштита.

##### Лечење
Дизентерија се лечи као и друге дијареалне болести, а то значи: борба против дехидратације и кардиоваскуларног колапса, каузална терапија и хигијенско дијететски режим. Преписују се:
- У акутној фази течно-млечна дијета
- Лекови против грчева (беладона)
- Рехидратација (чајеви, перфузије физиолошког раствора)
- Каузално лечење (хемиотерапијска средства сулфонамиди или антибиотици (хлорамфеникол или тетрциклини).

Проценат резистентних сојева шигеле је у порасту, за сада према антибиограму шигеле су осетљиве на следећа антимикробна средства: ампицилин, ко-тримоксазол, затим цефалоспорине, аминогликозиде и др.
Заштита и превенција
У борби против дизентерије важе исте мере као и за остала цревна обољења. Предохрана се обезбеђује:
- Изолацијом и лечењем болесника;
- Дезинфекцијом фекалија
- Откривањем и лечењем здравих клицоноша

Лична и друштвена хигијена исхране, подизање материјалног и културног стандарда становништва имају велику превентивну улогу.

## Дизентерије друге етиологије
Сем амебне и бациларне дизентерије друге етиологије су ретке: дизентерије услед Balatidium coli, Shistosoma (мансони или јапоницум). Дизентерички синдроми могу се видети у многим обољењима (колера, трбушни тифус), а сваки узрок даје обољењу особен карактер.